# Monk Street

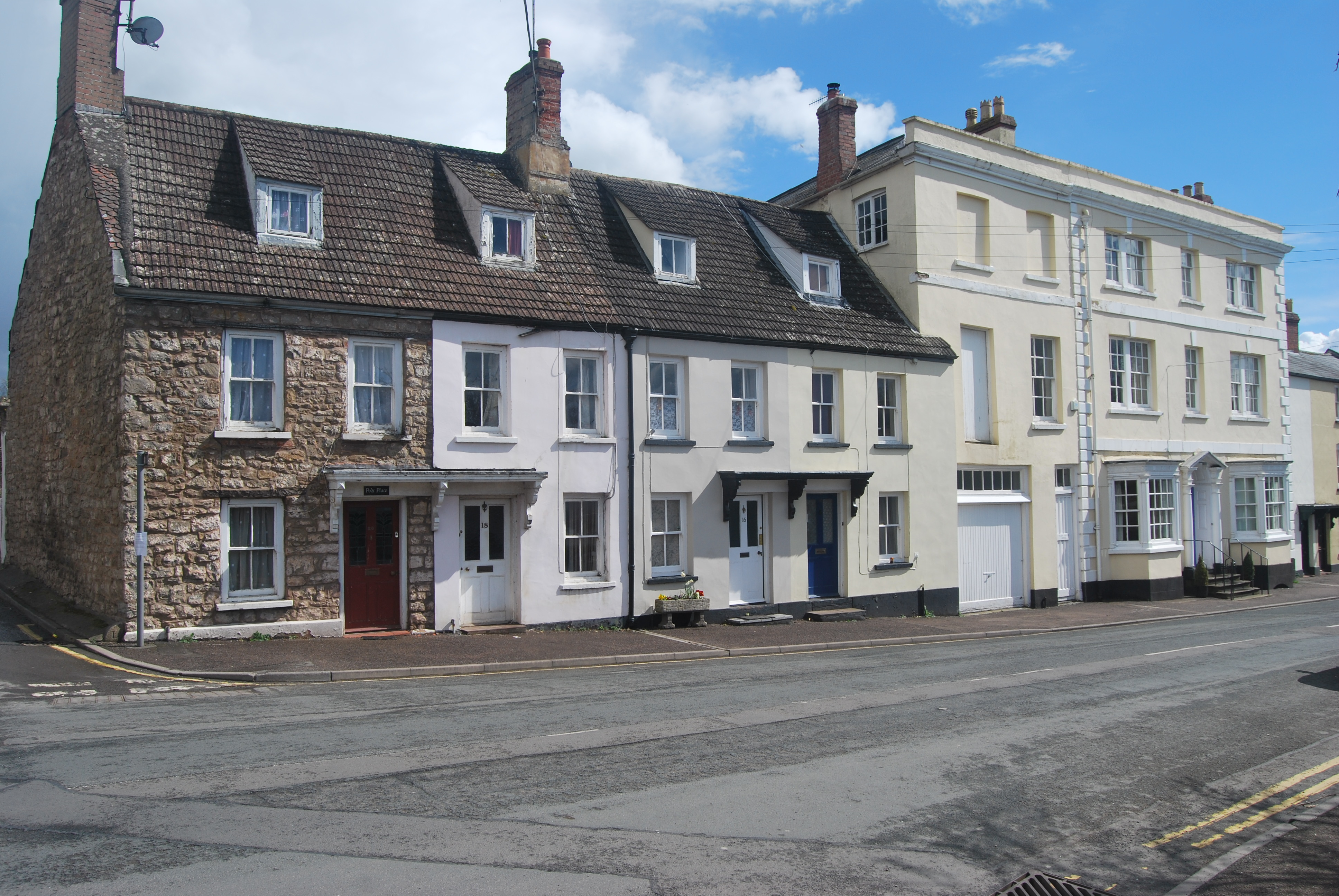
Utcarészlet (North Parade House)

A Monk Street (angolul: Szerzetesek utcája) a walesi város, Monmouth történelmi központjának egyik jelentős utcája. Részei már a 14. században kialakultak. A város 1610-es, John Speed által készített térképén már szerepel. Az utca észak-déli irányban húzódik. Nevét a közeli kolostorról kapta. Az utca végében állt egykoron a Monk’s Gate nevű városkapu. Az utcát számos műemlék épület szegélyezi.

## Története
A 14. századra már kialakult a mai Monmouth központjának utcahálózata. Az utca névadója valószínűleg a közeli kolostor lehetett. Az utca megjelenik már John Speed 1610-es térképén is, amikor a Whitecross Street-i kereszteződéstől tartott az úgynevezett Monk’Gate városkapuig. A kaput 1710-ben bontották el. Ma az egykori szabadkőműves páholy gyűlésterme áll a helyén. Ma a Monk Street az egykori kapun túl nyúlik a Priory Street-ig, amelyet az 1830-as években George Vaughan Maddox tervezett a Church Street forgalmának enyhítésére. A Monk Street tulajdonképpen a Priory Streettel való útkereszteződésen túlnyúlik, viszont egyes térképek ezt a szakaszt The Parade vagy North Parade néven említik.

## Nevezetes épületei
- A 1 Monk Street egykoron a helyi, úgynevezett Working Men’s Free Institute székhelye volt.[8] Az épület II. kategóriás brit műemléknek (British Listed Building) számít.[9] A monmouthi baptista templom szomszédságában áll. Az épületet a newporti építész, Benjamin Lawrence tervezte,[10] aki a későbbiekben a szomszédos templom terveit is készítette. Az intézet lépcsőházát a glasgowi Macfarlane készítette, a kovácsoltvas elemeket a Cormell Cheltenham cég, míg a domborműveket J. Willis. Az épületet 1868-ban nyitották meg. A dohányzó szalont és az olvasótermet 1897-ben építették.[11][12]
- A monmouthi baptista templomot 1907-ben építették. A baptista gyülekezetet 1818-ban alapították, miután számos, szomszédos településeken szolgáló lelkipásztor ellátogatott a városba. A gyülekezet eleinte a Monnow Street egyik kis épületben tartotta összejöveteleit.[13][11] Az új, azaz a jelenlegi templomot 1906-ban kezdték el építeni a newporti építész, Benjamin Lawrence tervei alapján. A viktoriánus stílusú templom a következő évben nyitotta meg kapuit.[11]
- A Royal George Hotel (magyarul: György király szálloda) György-korabeli lakóházat a város „egyik legszebb tizennyolcadik századi építményeként” tartják számon.[14] 1952. június 27. óta II*. kategóriás brit műemléknek számít (British Listed Building).[15] Valószínűleg az 1730-as években épült.[14] Az eredetileg Ivy Bank House-ként ismert épületet a 20. század végén alakították vissza lakóépületté.[16]
- Az Oak House-t George Vaughan Maddox helyi építész tervei alapján építették meg 1846-ban.[17][18]
- A Chapel House György korabeli (1714 - 1837) ház. John Newman szerint „a legjobb ház az egész utcában”.[19] Az épület II*. kategóriás brit műemléknek (British Listed Building) számít 1952. június 27. óta.[20] Jelenleg a monmouthi iskola panziójaként üzemel.
- A Parade House egykori fogadó, ma lakóépület. Az épület II. kategóriás brit műemléknek (British Listed Building) számít. A három szintes épület a 18. században épült gótikus stílusjegyekkel, díszlépcsővel és kontytetővel. 1915-ben az épületet a Vöröskereszt használta kórházként, az első világháború sebesültjeinek lábadozójaként.[21]
- A North Parade House-t a 18. század második felében építették, majd a 19. század elején egy gazdag, helyi gyapjúkereskedő újította fel, akinek üzlete a szomszédos épületben üzemelt.[22] Az épület 1965. október 27 óta II. kategóriás brit műemléknek (British Listed Building) számít.[23]
- A megyei fegyház (angolul: The County Gaol) Monmouthshire megyei börtöneként szolgált. Az 1850-es évekig mintegy 3000 bűnözőt végeztek ki itt.[24] A fegyházhoz eredetileg egy kápolna, orvosi rendelő, lakóhelyiségek és egy  taposómalom is tartozott.[24] Az intézményt 1869-ben zárták be.[25] 1884-ben az épületegyüttest lebontották, mindössze a kapuház maradt fenn,[25] ami II. kategóriás brit műemléknek (British Listed Building) számít. A kapuházban egy üvegfestményen az eredeti épület van megörökítve.

## Fordítás
- Ez a szócikk részben vagy egészben  a   Monk Street, Monmouth című angol Wikipédia-szócikk ezen változatának fordításán alapul.  Az eredeti cikk szerkesztőit annak laptörténete sorolja fel. Ez a jelzés csupán a megfogalmazás eredetét és a szerzői jogokat jelzi, nem szolgál a cikkben szereplő információk forrásmegjelöléseként.